# Заречни (Свердловска област)
Заречни (рус. Заречный) град је у Русији у Свердловској области. Према попису становништва из 2010. у граду је живело 26820 становника.

## Становништво
| 1959. | 1970.  | 1979.  | 1989.  | 2002.  | 2010.  |
| ----- | ------ | ------ | ------ | ------ | ------ |
| 8.932 | 13.301 | 16.649 | 27.675 | 27.914 | 26.820 |